# Cathédrale Christ Church d'Oxford
Cette  cathédrale n’est pas la seule cathédrale Christ Church.
La cathédrale Christ Church est la cathédrale anglicane du diocèse d'Oxford, qui comprend la ville d'Oxford et ses environs. Elle est également la chapelle de Christ Church, collège constituant de l'université d'Oxford.

## Histoire

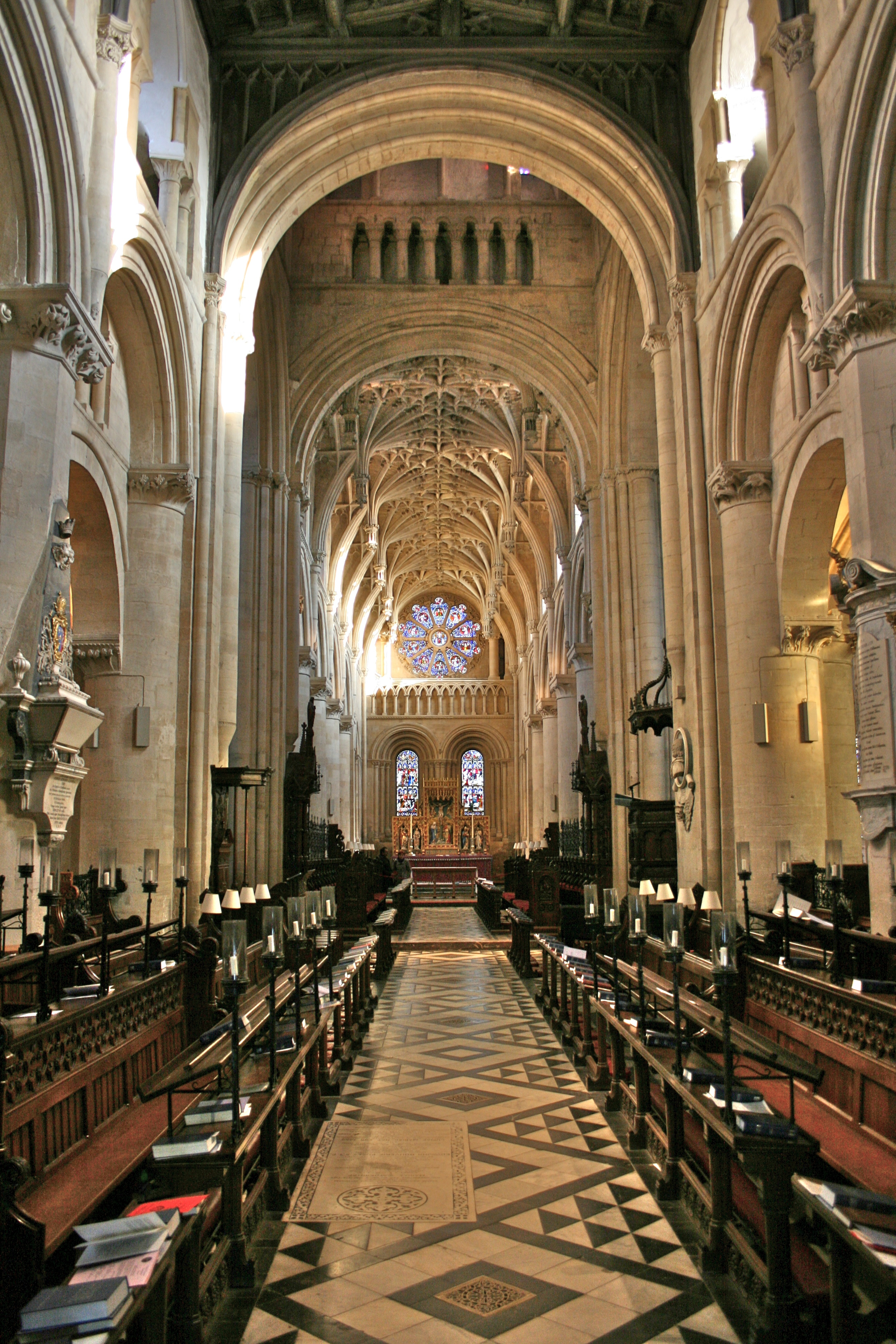
Intérieur de la cathédrale Christ Church d'Oxford.

Bâtie dans un style roman tardif et dotée d'un toit du XVIe siècle, la cathédrale était, à l'origine, l'église du prieuré de sainte Frideswide. Le site est revendiqué comme l'emplacement de l'abbaye et des reliques de sainte Frideswide, la sainte patronne d'Oxford.
En 1522, le prieuré est cédé au cardinal Thomas Wolsey, qui choisit le site pour l'établissement d'un collège. Finalement, le collège est fondé en 1529 par le roi Henri VIII.
En 1546, Henri VIII y transfère le siège de l'évêché d'Oxford, installé jusqu'alors à l'abbaye d'Osney. La cathédrale porte le nom de Ecclesia Christi Cathedralis Oxoniensis, donné par la charte de fondation du roi Henri VIII.
Un chœur existe dans la cathédrale depuis 1526, dont John Taverner est le premier organiste et maître de chœur. Les statuts du collège d'origine du cardinal Thomas Wolsey mentionnent seize choristes et trente prêtres chantant.
La cathédrale Christ Church a longtemps revendiqué le titre au XXe siècle.
La nef, le chœur, la tour principale et le transept datent de la fin de l'architecture normande. Les éléments architecturaux vont de l'architecture normande au gothique flamboyant.

## Musique

### Les organistes
Le plus connu est le compositeur de la Renaissance, John Taverner, nommé par le cardinal Wolsey in 1526. Simon Preston et Francis Grier ont également été organistes. La fonction d'organiste est associée à la direction du chœur.

### L'orgue
L'orgue actuel est construit en 1979 par Rieger Orgelbau.

### Le chœur
Le chœur principal est composé de douze adultes, six chanteurs professionnels et six étudiants, et de seize enfants. William Walton est choriste de 1912 à 1918.

## Sépultures célèbres
- George Berkeley, philosophe et évêque de Cloyne
- Henry Liddell, père d'Alice Liddell
- John Locke, philosophe
- Edward Bouverie Pusey

## Galerie

Vues de la cathédrale
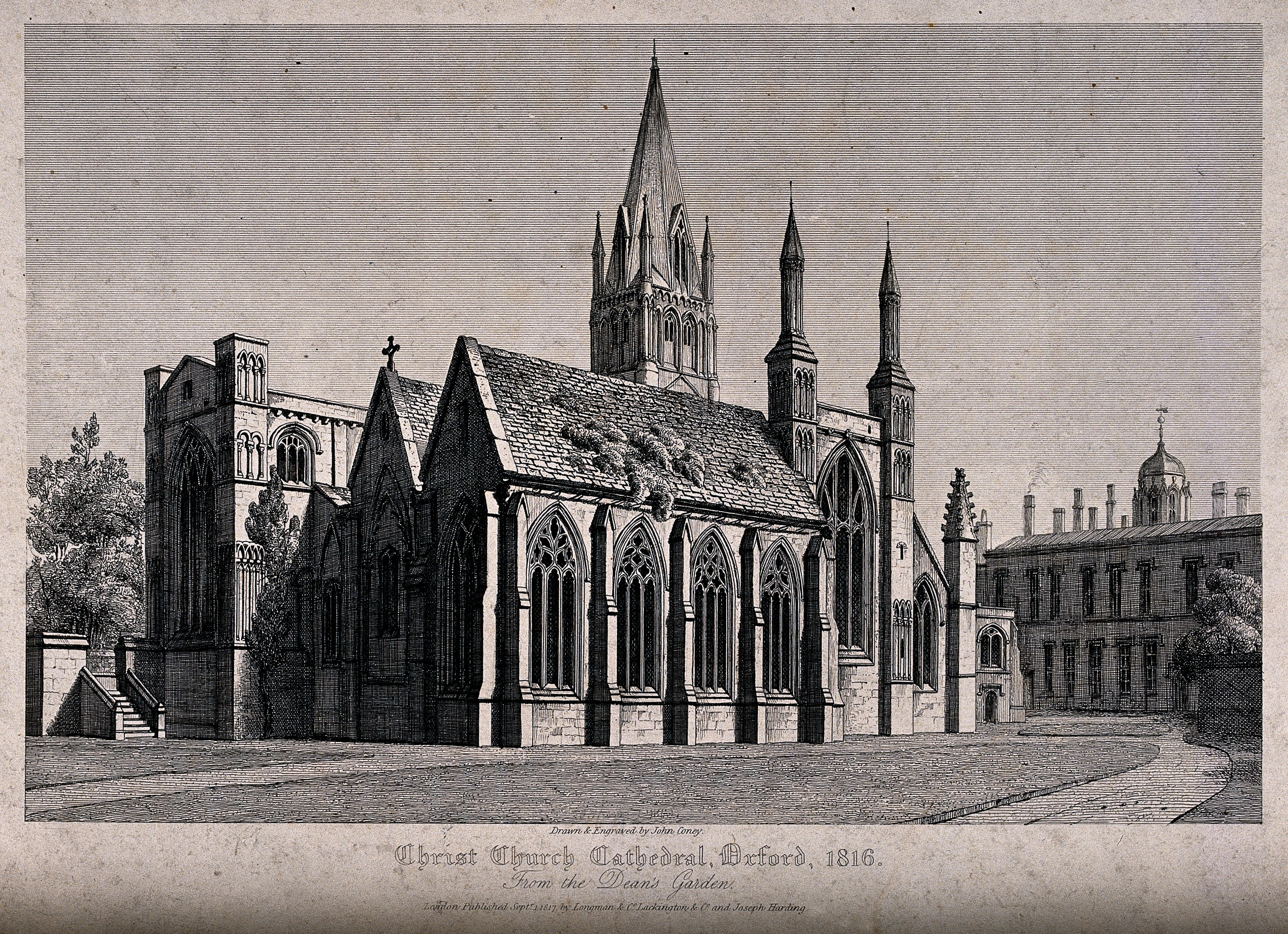
Gravure de 1816
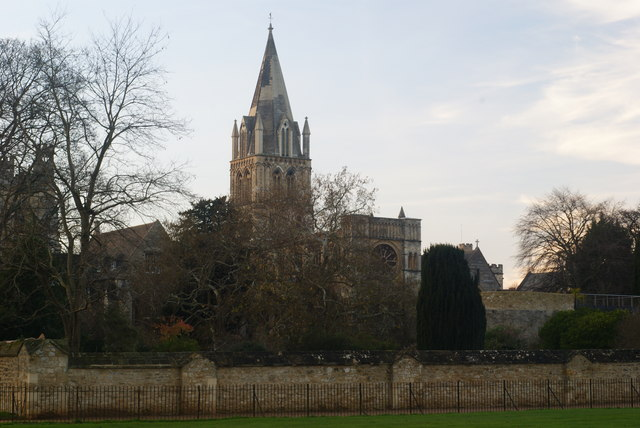
Vue panoramique
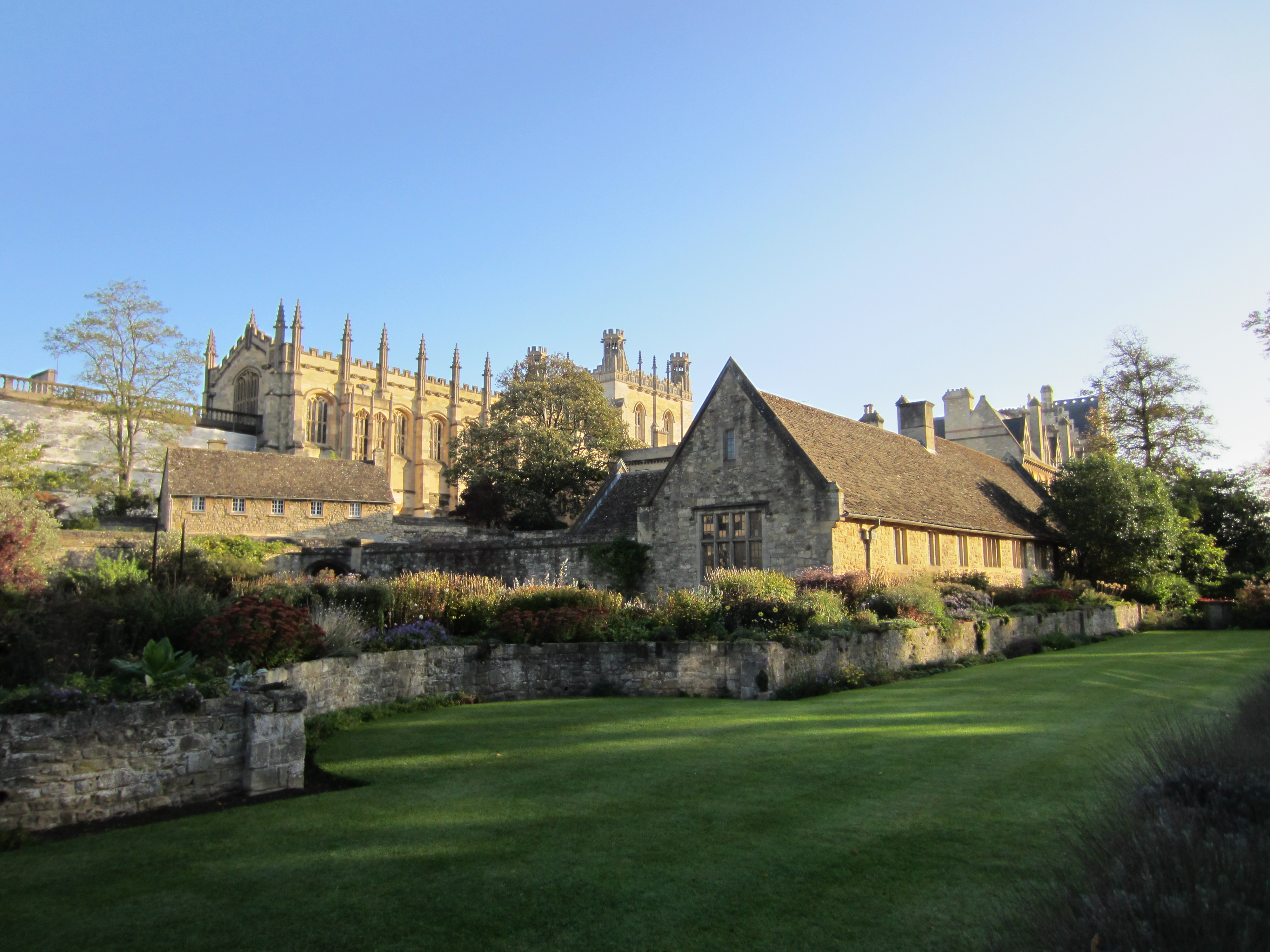
Vue de la cathédrale depuis les jardins
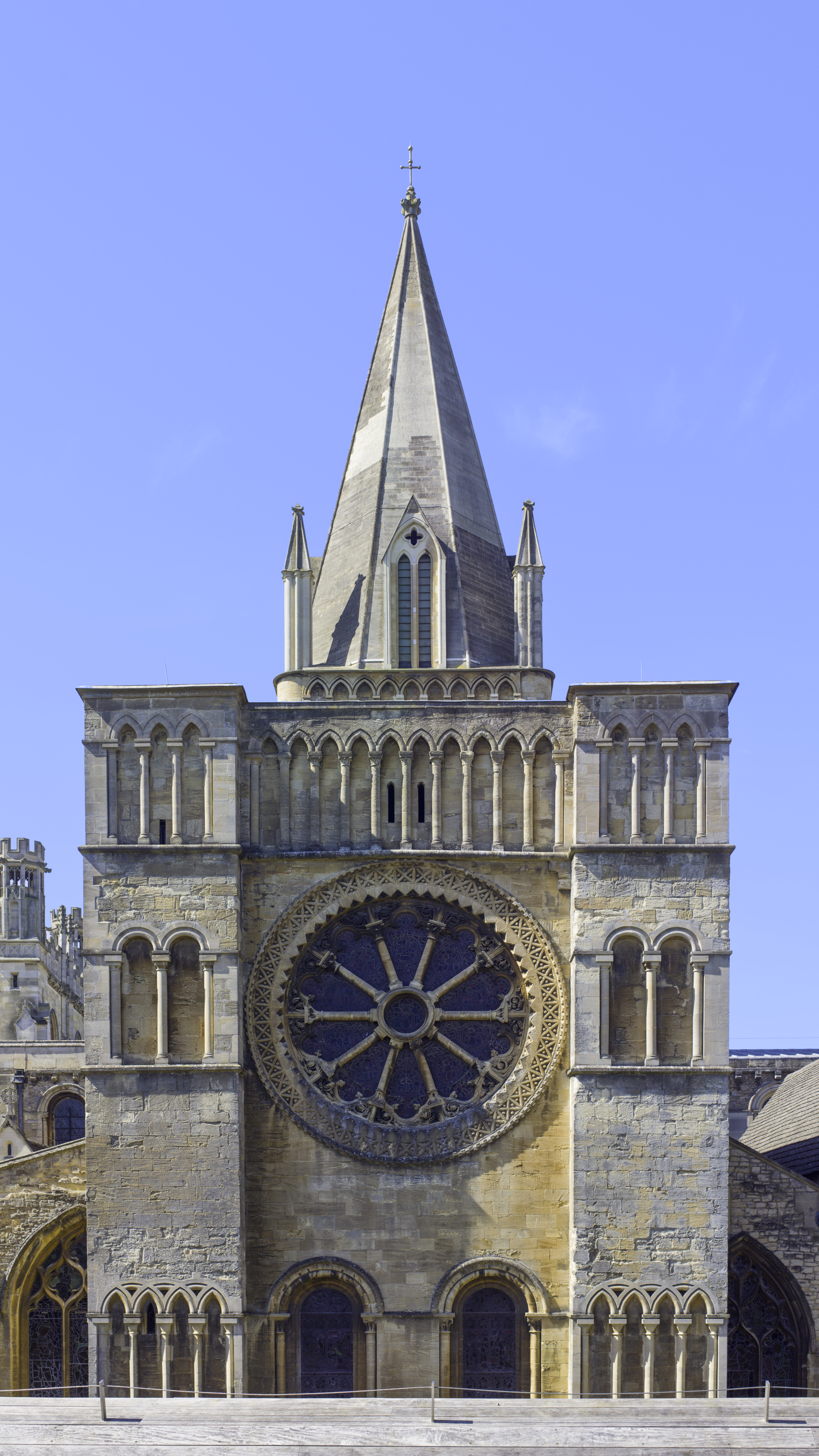
Façade
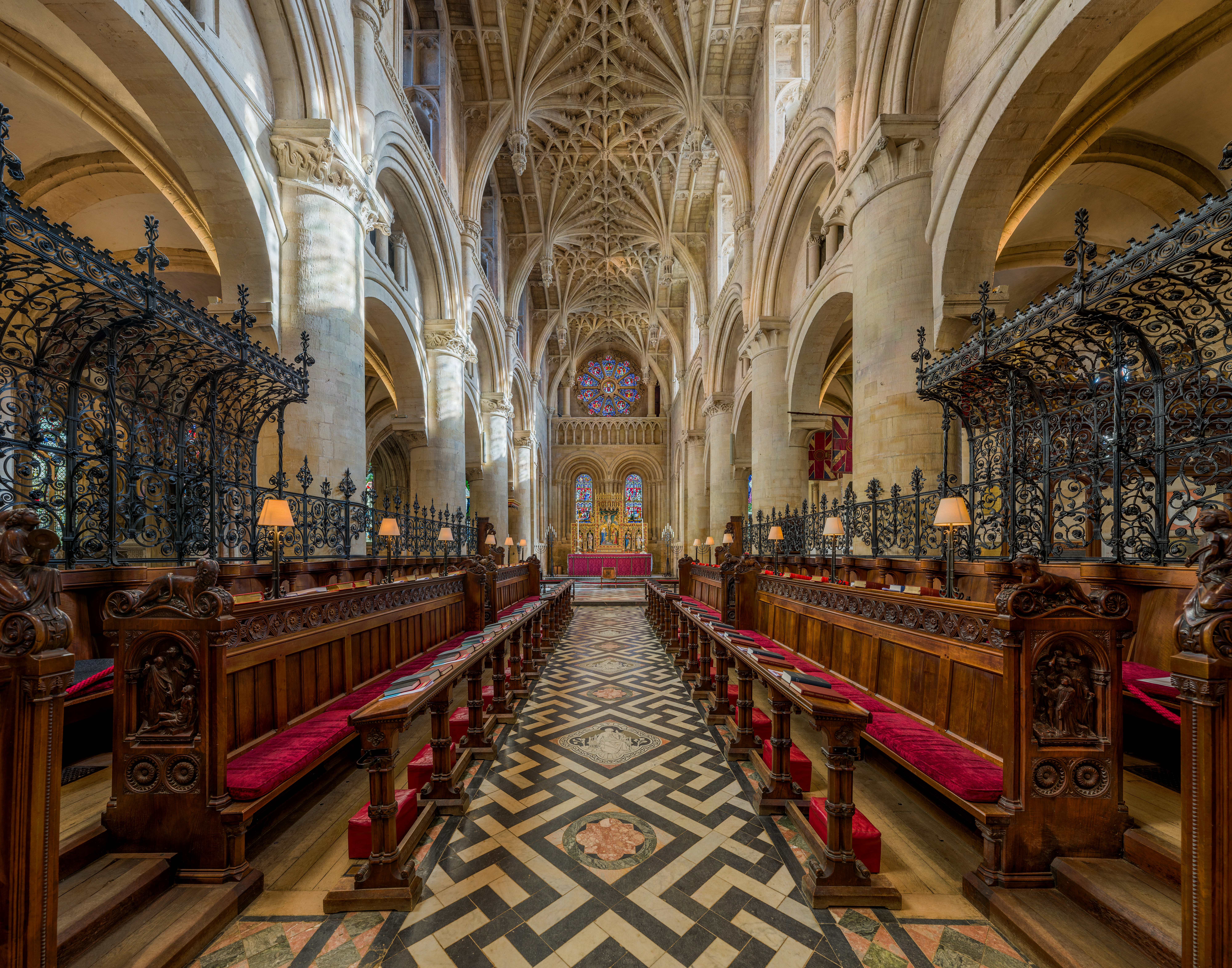
Le chœur
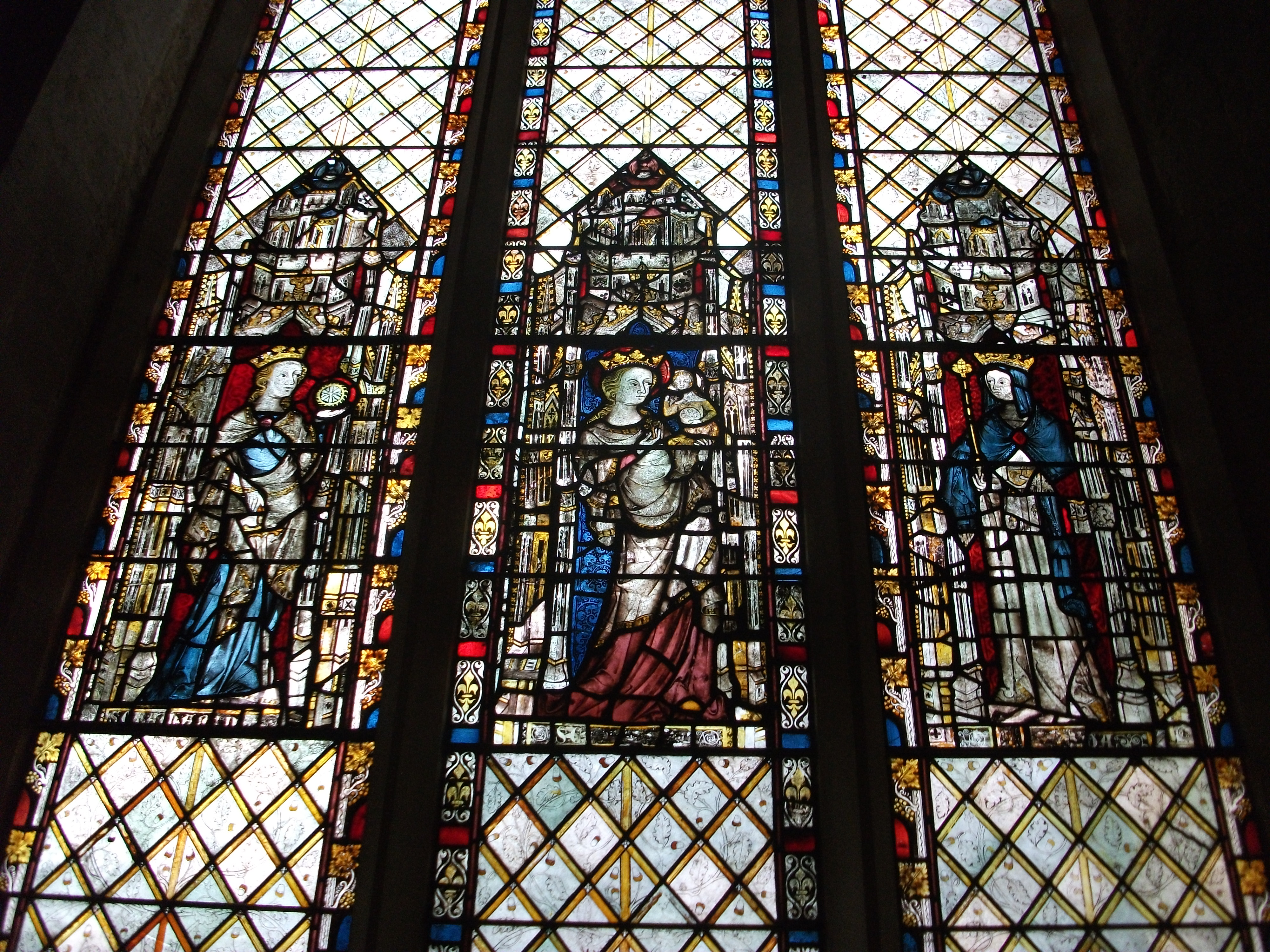
Vitraux de la cathédrale